# Gordon Scott

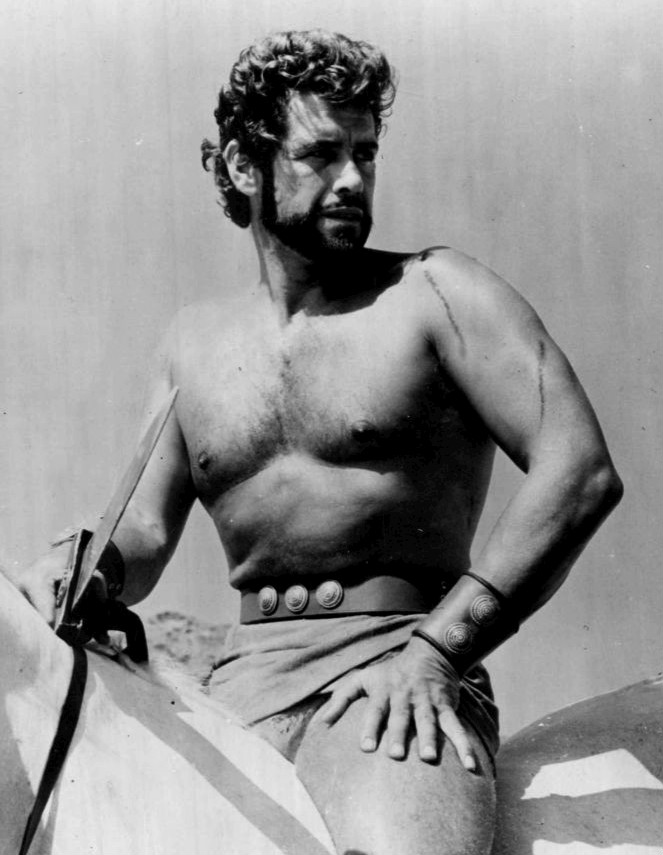
Gordon Scott Hercules 1965

Gordon Scott, cuyo nombre verdadero fue Gordon Merrill Werschkul (Portland, Oregón, 3 de agosto de 1926-Baltimore, Maryland, 30 de abril de 2007), fue un actor estadounidense.

## Biografía
Nació como Gordon Merrill Werschkul, siendo uno de los nueve hijos de Stanley Werschkul y su mujer Alice. Creció en Oregón, asistiendo durante un semestre a la Universidad de Oregón, universidad pública situada en Eugene. 
En 1944 fue reclutado para la infantería de marina, del Ejército de Estados Unidos, siendo instructor y policía militar, y licenciándose con honores en 1947. Ejerció después como bombero y vendedor de maquinaria agrícola, entre otras ocupaciones. En 1953, siendo socorrista en la piscina de un hotel de Las Vegas, Nevada, llamó la atención por su físico y fue presentado a Sol Lesser, que preparaba una nueva película de Tarzán. Al final, Gordon Scott fue escogido, y tomó así el relevo de Lex Barker. A partir de ese momento participó en un total de veinticinco películas, entre las que destacaron aquellas en las que hizo el papel de Tarzán: Tarzan and the Lost Safari (1957), Tarzan's Fight for Life (1958), Tarzan and the Trappers (1958), Tarzan's Greatest Adventure (1959) y Tarzan The Magnificent (1960). Acabada su etapa hollywoodiense como Tarzán, emigró hacia el cine italiano para convertirse en una de las principales estrellas del Peplum o películas de peplo, siendo rival de Steve Reeves. Entre sus películas más destacadas del Peplum están Rómulo y Remo, donde compartía cartel con Steve Reeves, El héroe de Babilonia y sus interpretaciones como Hércules y Maciste (especialmente Puños de hierro). En 1965 protagonizó la película para la televisión Hercules and the Princess of Troy, que constituía el episodio piloto para una serie que no fue vendida y no llegó a materializarse. Cuando el Peplum empezó a pasar de moda, Gordon supo adaptarse a las nuevas modas y protagonizó algunos spaguetti western como El héroe del Oeste y Las pistolas del norte de Texas, en la que era Lon, hijo del personaje de Joseph Cotten; perteneciente al subgénero del eurospy o cine europeo de espionaje fue Nido de espías. 
En 1948 se casó con Janice Mae Wynkoop, a la que había conocido en Oakland, California. Ese mismo año tuvieron una hija llamada Karen Judith Werschkul, divorciándose en 1949. El 14 de abril de 1956 Scott se casó con la también actriz Vera Miles, quien había sido su compañera de reparto; Scott se convirtió en padrastro de los hijos de Vera, Kelley y Debra Miles. De este matrimonio nacería en 1957 un hijo, llamado Michael Scott. Vera y Gordon se divorciaron el 2 de marzo de 1960.
Tras finalizar su etapa en el cine europeo, Scott no volvió a hacer cine, pero apareció en documentales y fue una presencia habitual en convenciones de fanes; en sus últimos seis años de vida estuvo compartiendo piso con una de sus fanes en Baltimore, lugar donde falleció el 30 de abril de 2007 debido a problemas cardiovasculares.
Le sobrevive uno de sus hermanos, Rafield Werschkul, quien reside en Portland, Oregón.

## Filmografía

### Cine
- Tarzán en la selva escondida (1955) ... Tarzán
- Tarzán y el safari perdido (Tarzan and the Lost Safari) (1957) ... Tarzán
- Tarzan lucha por su vida (Tarzan's Fight for Life ) (1958) ... Tarzán
- Tarzan y sus compañeros (Tarzan and the Trappers ) (1958) ... Tarzán
- La gran aventura de Tarzán (Tarzan's Greatest Adventure) (1959) ... Tarzán
- Tarzán el justiciero (Tarzan The Magnificent) (1960) ... Tarzán
- Puños de hierro (1961) ... Maciste/Goliath
- En la corte del gran Khan (1961) ... Maciste/Sansón (versión en inglés para Estados Unidos)
- Rómulo y Remo (Romolo e Remo), de Sergio Corbucci (1961) ... Remo
- Il figlio dello sceicco (1962) ... Kerim
- El retorno de Maciste (1962) ... Marcus Lucilius
- Una reina para el César-Cleopatra (1962) ... Julius Caesar
- Zorro e i tre moschettieri (1963) ... Zorro
- El día más corto, de Sergio Corbucci (1963) ... Soldado (no acreditado)
- El sacrificio de las esclavas (1963) ... Nippur
- Goliath y la esclava rebelde (1963) ... Goliath
- Il leone di San Marco (1963) ... Manrico Venier
- Ercole contro Molock (1963) ... Glauco/Ercole
- Héroe sin patria (1964) ... Coriolanus
- Il colosso di Roma (1964) ... Mucius
- El héroe del Oeste, de Mario Costa (1965) ... Buffalo Bill
- Las pistolas del norte de Texas, de Albert Band (1965) ... Lon Cordeen
- Nido de espías (1967) ... Bart Fargo
- Secretísimo (1967) ... John Sutton

### Televisión
- The Bob Cummings Show, episodio Bob Meets Miss Sweden (1957) ... como él mismo
- Tarzán y los cazadores (Tarzan and the Trappers), TV Movie (1958) ... como Tarzán
- Hercules and the Princess of Troy, TV Movie (1965) ... como Hércules